# Friedrich Dürr

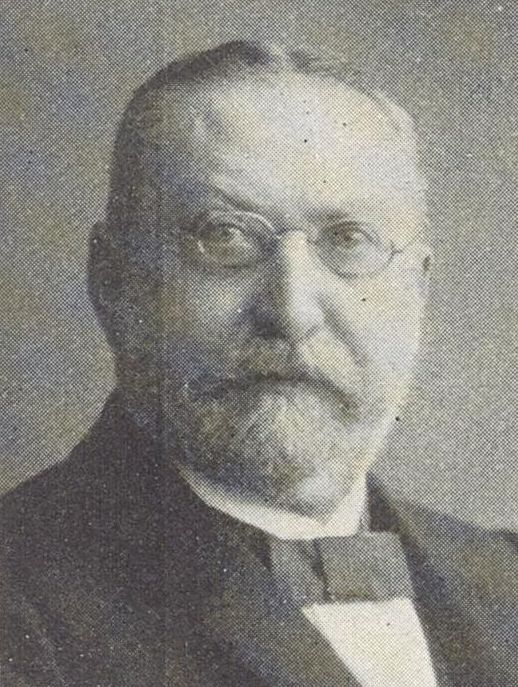
Friedrich Dürr

Friedrich Dürr (* 30. August 1843 in Cannstatt; † 14. Oktober 1926 in Heilbronn) war ein deutscher Pädagoge und Geschichtsforscher.

## Biografie
Dürr wurde als Sohn des Kutschers Johann Dürr und der Elisabeth Johanna Fleiner geboren und verlebte eine ärmliche Jugend. Er galt als begabter Schüler und besuchte nach dem Gymnasium das theologische Seminar in Blaubeuren und anschließend das Stift Tübingen, da er zunächst Theologe werden wollte. Seit dem Wintersemester 1861/62 war er Mitglied der Studentenverbindung Tübinger Königsgesellschaft Roigel. Dürr entschloss sich jedoch später für das Lehramt und kam 1866 als Präzeptor an die Lateinschule nach Weinsberg. In den Weinsberger Jahren promovierte Dürr 1868 zum Dr. phil. Er kam als außerplanmäßiger Professor 1874 an das Karlsgymnasium nach Heilbronn. In Heilbronn bezog er mit seiner Familie eine Wohnung in der Karlstraße 22. 1876 wurde Dürr Lehrer am Obergymnasium und gab altsprachlichen Unterricht in den 7. bis 9. Klassen. Im selben Jahr trat Dürr in den Heilbronner Historischen Verein ein und begann, historisch zu arbeiten. 1878 zog die Familie in eine andere Wohnung in der Kramstraße 2, später erwarb sie ein Haus in der Lerchenstraße 9. Als Lehrer war Dürr für strenge Zucht und Ordnung bekannt und trug den Beinamen „der Schinder“.
Neben seinen schulischen Aufgaben begann er 1886, die Bestände des Heilbronner Stadtarchivs zu sortieren und zu katalogisieren, wofür er 1891 nebenamtlich mit der Archivleitung betraut wurde. Am 1. September 1898 wurde Dürr Rektor des Karlsgymnasiums, wo er die große Dienstwohnung bezog, in der er dem damaligen Brauch folgend auch ein kleines Internat für bis zu fünf auswärtige Schüler einrichtete, die mit Dürrs Familie dort lebten. Im selben Jahr wurde er außerdem zum Vorstand des Historischen Vereins Heilbronn gewählt, nahm dieses Amt jedoch nicht an und empfahl stattdessen den Hofrat Alfred Schliz. Am 15. Juli 1911 wurde Dürr vom Schuldienst in den Ruhestand versetzt und zog wieder in das Haus in der Lerchenstraße zurück, behielt aber weiterhin bis 1924 die Leitung des Stadtarchivs bei. Er verstarb 1926 im Alter von 83 Jahren und wurde auf dem Heilbronner Hauptfriedhof beigesetzt.
Er war ab dem 24. Mai 1870 mit Marie Wilhelmine Schnitzler (* 28. Oktober 1851 in Weinsberg; † 16. Mai 1930) verheiratet. Der Ehe entstammten drei Kinder. 1871 wurde die Tochter Hedwig geboren, 1875 die zweite Tochter Elisabeth. 1883 starb die kränkelnde Hedwig. 1892 wurde noch der Sohn Carl geboren.

## Werk
Neben zahlreichen heimatgeschichtlichen Vorträgen und kleinen Schriften ist Dürrs Hauptwerk die Chronik der Stadt Heilbronn, die in zwei Bänden 1895 und 1922 erschien und die Geschichte der Stadt seit der ersten Erwähnung im Jahr 741 darstellt. Die in weiteren Bänden bis heute fortgeführte Chronik zählt zu den wichtigsten Veröffentlichungen zur Geschichte der Stadt Heilbronn. Dürrs Verdienst liegt insbesondere darin, die Chronik aus Archivmaterialien wie den Heilbronner Weinbüchlein verfasst zu haben und das bis dahin einzig gedruckt vorliegende Werk zur Heilbronner Stadtgeschichte bis 1803 von Karl Friedrich Jaeger aus dem Jahr 1828 kritisch mit Hilfe der Archivbestände überprüft zu haben. Die Darstellung des 19. Jahrhunderts hat Dürr wohl selbst erarbeitet. Das Werk hat bis heute Gültigkeit und wurde mehrfach neu aufgelegt. Ein bereits bei der 3. Auflage des ersten Bandes bzw. 2. Auflage des zweiten Bandes im Jahr 1986 vermerkter Überarbeitungsbedarf nach Ergebnissen neuerer Forschung wurde bislang aufgrund des Arbeitsumfangs nicht realisiert.

## Würdigung
Die Stadt Heilbronn hat die Pflege des Dürr-Familiengrabes übernommen und die Friedrich-Dürr-Straße nach ihm benannt.

## Werke
- Heilbronner Chronik. Salzer, Heilbronn 1895. Digitalisierte Ausgabe der Universitäts- und Landesbibliothek Düsseldorf